# Gonolobus pallidus
Gonolobus pallidus är en oleanderväxtart som beskrevs av W.D.Stevens. Gonolobus pallidus ingår i släktet Gonolobus och familjen oleanderväxter. Inga underarter finns listade i Catalogue of Life.